# Strawberry Jam
Albums de Animal Collective
Feels
(2005) Merriweather Post Pavilion
(2009)
Strawberry Jam est le septième album studio du groupe Animal Collective, paru le 10 septembre 2007. Il s'agit du premier album du groupe sorti sous le label Domino Records. Strawberry Jam reçoit de bonnes critiques de la part des web magazines musicaux : 10/10 pour Drowned in Sound, le magazine Rolling Stone lui attribue 3/5, Pitchfork lui attribue 9,3 sur 10 et le classe 6e dans son classement des meilleurs albums de 2007.

## Enregistrement et parution
Le groupe a l'habitude de roder ses morceaux sur scène avant de les enregistrer en studio. Ainsi, sur les neuf titres de l'album, six sont déjà écrits et joués en concert lors de la tournée promotionnelle suivant la parution de Feels (album précédant Strawberry Jam) en 2005. Il s'agit de Peacebone, Chores, For Reverend Green, Fireworks, #1, Cuckoo-Cuckoo.
Pour l'enregistrement de Strawberry Jam, le groupe choisit le Wavelab Studios, à Tucson dans l'Arizona.
L'enregistrement se fait en janvier 2007, le mixage en mars et l'album sort en septembre de la même année.
L'album fait l'objet d'une fuite sur internet quatre mois avant sa sortie officielle. Pour préparer la promotion de l'album avant sa sortie, des copies sont envoyées à des journalistes musicaux. En juin 2007, une partie des titres de l'album est disponible illégalement : d'abord trois morceaux, puis six. Le label est furieux, mais ce qui contrarie le plus le groupe, c'est que tous les titres ne sont pas disponibles : pour que les auditeurs puissent avoir l'expérience complète de l'album, les membres incitent dans une interview la personne à l'origine de la fuite à mettre les morceaux manquants à disposition sur internet :
Panda Bear : « The only thing we’re really upset about with the leak is that it’s only parts of it. I think there are six songs out there now. People aren’t even able to get the full experience of the album, which bums us all out quite a bit. So if you’re listening leakers [speaking directly into the tape recorder], put up those other three songs, man, pronto. » 
Le 4 juillet 2007, les trois morceaux manquants (Fireworks, Cuckoo-Cuckoo et Derek) sont à leur tour mis en ligne.
L'auteur de la fuite est identifié par le label. D'après une lettre envoyée par le label aux autres journalistes musicaux, il aurait été sur le point de se faire renvoyer, et aurait dû écrire des lettres d'excuse au personnel de Domino Records.

## Titre de l'album et pochette
Le titre de l'album a été trouvé à bord d'un avion, lorsque le groupe se rend en Grèce pour un concert. En examinant la confiture de fraises (strawberry jam en anglais) de son plateau repas, le chanteur et batteur Panda Bear souhaite créer un album qui soit « synthétique et d'aspect futuriste, [...] fort et sucré, d'un goût presque agressif » comme la gelée de fraises.
La pochette est une création de Avey Tare.

## Liste des titres
1. Peacebone – 5:13
2. Unsolved Mysteries – 4:25
3. Chores – 4:30
4. For Reverend Green – 6:34
5. Fireworks – 6:50
6. #1 – 4:32
7. Winter Wonder Land – 2:44
8. Cuckoo Cuckoo – 5:42
9. Derek – 3:01